# رافلز (فیلم ۱۹۳۹)
رافلز (انگلیسی: Raffles) فیلمی در ژانر جنایی، سرقت و کمدی رمانتیک به کارگردانی سم وود است که در سال ۱۹۳۹ منتشر شد.

## بازیگران
- دیوید نیون
- اولیویا دی هاویلند
- می ویتی
- داگلاس والتن
- ای.ای. کلایو
- گیلبرت امری
- لئونارد کری
- مارگارت سدن
- پیتر گادفری
- اِلینور وَندِرویر
- جیمز فینلیسون (نامش در عنوان‌بندی فیلم نیامده)